# Орасіо Троче
Орасіо Федеріко Троче Еррера (ісп. Horacio Federico Troche Herrera; нар. 4 лютого 1935, Нуева-Ельвесія, Уругвай — пом. 24 липня 2014) — уругвайський футболіст та тренер, виступав на позиції захисника.

## Клубна кар'єра
Народився в місті Нуева-Ельвесія. Футбольну кар'єру розпочав 1954 року в столичному «Насьйоналі», кольори якого захищав до 1962 року. У період з 1955 по 1957 рік разом з командою тричі поспіль вигравав чемпіонату Уругваю. У 1962 році провів 12 поєдинків за «Пеньяроль». У 1963 році перебрався до сусідньої Аргентини, де підписав контракт з одним з грандів місцевого футболу, «Рівер Плейтом», але за першу команду не встиг зіграти жодного офіційного поєдинку. В пошуках ігрової практики у 1963 році захищав кольори «Уракану», де зіграв 24 матчі. У 1964 році перебував у заявці «Рівер Плейта», але не зіграв за столичну команду жодного поєдинку. У 1965 році повернувся до Уругваю, де захищав кольори «Серро», а в 1967 році — «Пеньяроля», за який провів 24 матчі в чемпіонаті Уругваю. У 1967 році підписав контракт з представником німецької Бундесліги, «Алеманією». У футболці клубу з Аахена зіграв 24 поєдинки в національному чемпіонаті. По завершенні сезону підсилив представника другого дивізіону Регіоналліги «Захід» «Боннер». У команді відіграв три сезони, за цей час зіграв 94 матчі, в яких відзначився 2-ма голами. У 1971 році перейшов до іншого нижчолігового клубу, «Беюла», де виступав до завершення кар'єри гравця в 1975 році.

## Кар'єра в збірній
У футболці збірної Уругваю дебютував 7 грудня 1959 року. У тому ж році в складі національної збірної Уругваю став переможцем Чемпіонату Південної Америки. Учасник чемпіонатів світу 1962 року в Чилі (три матчі) та 1966 року в Англії (чотири матчі). У чвертьфіналі чемпіонату світу 1966 року в поєдинку проти Німеччини (за рахунку 0:1) отримав червону картку й достроково завершив виступи на турнірі. Перш ніж його вивели з поля встиг вдарити по обличчю Уве Зеелера. Матч завершився з рахунком 4:0 на користь німців. Рік по тому вибачився перед Уве Зеелером під час матчу «Алеманії» та «Гамбурга». Востаннє футболку національної команди одягав 23 липня 1966 року.
У складі збірної Уругваю зіграв 28 матчів.

## Кар'єра тренера
На початку 1970-х років тренував клуб Регіоналліги «Беюл». З 1975 по 1976 рік працював головним тренером «Гвадалахари», а з 1976 по 1977 рік — «Лагуна». Він також тренував «Тампіко Мадеро». У сезоні 1989/90 років очолював «Ірапуато».

## Титули і досягнення
- Чемпіон Південної Америки: 1959 (Еквадор)

## По завершенні кар'єри
Оселився в Мексиці, працював спортивним журналістом на телебаченні, а також відкрив гриль-ресторан El Charrúa.